# La Sonnaz
La Sonnaz – szwajcarska gmina (fr. commune; niem. Gemeinde) w kantonie Fryburg, w okręgu Sarine. Powstałą 1 stycznia 2004 z połączenia gmin La Corbaz, Cormagens i Lossy-Formangueires.

## Demografia
W La Sonnaz mieszka 1381 osób. W 2020 roku 14,3% populacji gminy stanowiły osoby urodzone poza Szwajcarią.

## Transport
Przez teren gminy przebiega droga główna nr 182.